# Българска система за транскрипция на китайски имена
Българската система за транскрипция на китайските имена се базира на приетата в КНР система за транскрипция пинин и има доста общо с руската система Паладий. Представлява кирилизация на китайските имена и транскрибирането им съобразно фонетиката на българския език.
От лингвистична гледна точка китайският език винаги е бил голямо предизвикателство за лингвистите, тъй като писмената му форма не е базирана на буквено писмо. В миналото именно това е било главното затруднение за транскрибирането на китайските имена на други езици. През 1958 година в КНР е приета система за транскрибиране на китайските имена на латиница, наречена пинин, която е адаптирана през 1979. Днес се използва в цял свят като официална латинска транскрипция на имената и названията в КНР. Въпреки разработването ѝ, трудностите, които препятстват пълното предаване на звуковите съответствия от китайския език, си остават, тъй като в множеството китайски диалекти има разнообразни произношения, които са обединени от общото за всички китайци идеографично писмо.
Българската система за транскрипция целѝ да предава звуковете възможно най-близко до произношението в съвременния китайски литературен език, в чиято основа лежи пекинският диалект. Тази система е необходима и поради нарастващата роля на Китай в международен план. Все по-често се налага транскрипция на китайски имена в българския език, но поради липсата на единно установена и разпространена академична българска система за транскрибиране, се срещат неправилно изписани имена, взети направо от руската система Паладий. Така например името на председателя Мао Дзъдун все още се среща и като Мао Цзедун, третият по големина град в Китай Тиендзин – като Тяндзин, провинция Хънан – като Хенан и други. Необходимостта от спазването на българската система за транскрипция, вместо използването на руския вариант на кирилизация на китайските имена, се обосновава със следните аргументи:
- въпреки близостта на руската система за транскрибиране от китайски до спецификите на българския език и фонетика, в нея все има случаи на различия в предаването;[1]
- руският вариант на транскрипция в някои отношения е остарял, а и е пригодѐн според особеностите на руския език;
- в някои случаи фонетиката на българския език позволява по-точно изговаряне и изписване на китайските имена.

Въпреки това все още се срещат двойни начини на изписване на китайските имена, което се дължи на грешки и колебания, произтичащи от използването на чужда (руска или западноевропейска) транскрипция. Така например често поради незнание се транскрибира направо от английската система, при която вместо Цинхай се изписва неправилно Чингхай, Чунцин – като Чунгкин, името на партията Гоминдан – като Коуминтанг, вместо Манджоу-Го – Манджуоко и други.